# Knorr & Hirth-Verlag

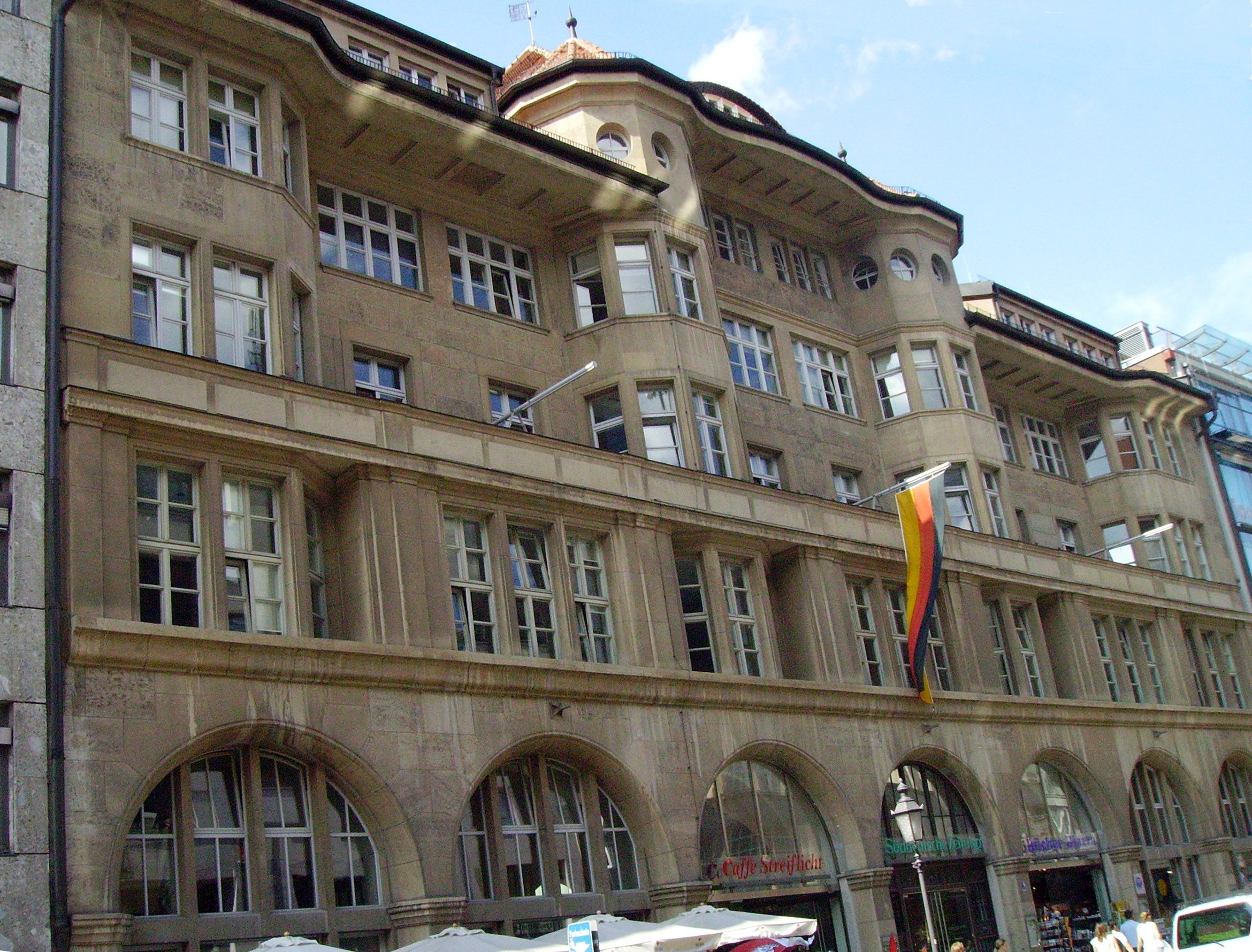
Büro- und Geschäftshaus des Verlages Knorr & Hirth GmbH in München, Sendlinger Straße 80, Architekt: Max Littmann. Heute Verlagshaus der Süddeutschen Zeitung (2006).

Der Knorr & Hirth-Verlag war ein Münchner Verlag.

## Gründung
1862 erwarb Julius Knorr für 90.000 Gulden von Karl Robert Schurich die Münchner Neueste Nachrichten und gründete im Jahr 1871 die Druckerei Knorr & Hirth. Nach anderen Angaben wurde die Druckerei Knorr & Hirth erst 1875 mit der Übernahme der Druckerei durch Knorrs Sohn Thomas Knorr dessen Schwiegerbruder Georg Hirth gegründet.
Nach dem Tod von Julius Knorr ging die Druckerei im Jahr 1881 in den Besitz von Thomas Knorrs Schwester bzw. Georg Hirths Ehefrau Elise über. Als Im Jahr 1894 die Knorr & Hirth, Buch- und Kunstdruckerei oHG mit dem Verlag der Münchner neuesten Nachrichten zusammengelegt wurde, ging daraus die Druck und Verlag der Münchner Neuesten Nachrichten Knorr & Hirth G.m.b.H. hervor. 1911 wurde die Organisation in eine Kommanditgesellschaft mit dem Namen Knorr & Hirth – Münchner Neueste Nachrichten umfirmiert.
Im Jahr 1920 kam es durch die Erben zu einem Verkauf an zumeist schwerindustrielle Kreise unter Führung der Industriellenfamilie Haniel.
1925 erwarb der Knorr & Hirth-Verlag die Münchner Illustrierte Presse vom Richard Pflaum Verlag.
Im Aufsichtsrat von Knorr & Hirth saßen als Mitglieder der Ruhrlade Paul Reusch, Gutehoffnungshütte (GHH) in Oberhausen, Karl Haniel, Düsseldorf, und Ernst Brandi, Gelsenkirchener Bergwerks-AG.
Mitte der 1920er Jahre versuchte Alfred Hugenberg, zu dessen Imperium die München-Augsburger Abendzeitung gehörte, seine Aktienanteile beim Knorr & Hirth-Verlag auf ein dominierendes Maß zu erhöhen. In einem vor Gericht ausgetragenen Konflikt gelang es der GHH den Zugriff Hugenbergs abzuwehren. Entsprechend einer vom Bergbauverein vermittelten Einigung kaufte die GHH 1928 die Anteile von Hugenberg auf und verfügte nach einer Kapitalerhöhung 1930 über 52,52 % der Anteile, wofür sie 4.557.875 Reichsmark investiert hatte.

## Zeit des Nationalsozialismus
Im Juni 1930 starb der Geschäftsführer des Knorr & Hirth-Verlags Otto Pflaum und die Ruhrlade betraute das Aufsichtsratsmitglied Anton Betz mit der finanziellen Sanierung und der politischen Einflussnahme. Von 1930 bis 1932 konnten die Schulden des Knorr & Hirth-Verlag von 10 Mio. auf 2,8 Mio. Reichsmark gesenkt werden.
Heinrich Himmler, sein Schwager Richard Wendler, Leo Hausleiter sowie dessen Frau Charlotte Westermann (* 13. Oktober 1883 in Nürnberg; † 1954) intervenierten aufgrund der Reichstagsbrandverordnung nach dem Reichstagsbrand bei der Bayerischen Politischen Polizei. Unter dem Vorwand, es gäbe einen separatistischen Umsturzversuch, durchsuchten zur Hilfspolizei ernannte Mitglieder der Sturmabteilung am 23. März 1933 die Redaktionsräume des Verlages und verhafteten vier Mitarbeiter, darunter den Chefredakteur den MNN Fritz Büchner, den Ressortleiter Innenpolitik, Erwein von Aretin und Paul Nikolaus Cossmann, den Herausgeber der nationalistischen Süddeutschen Monatshefte. Der Vorstandskollege Paul Reusch bemühte sich bei Reichsführer SS Heinrich Himmler, Chef der bayerischen Politischen Polizei, und am folgenden Tag wurde auch Anton Betz unter Vorlage eines von Heinrich Himmler unterzeichneten „Schutzhaftbefehles“ festgenommen. Die Bemühungen der Nazis, dass gegen die verhafteten Verlagsbeschäftigten ein Strafprozessverfahren wegen Hochverrates eröffnet würde, scheiterten vor dem Reichsgericht in Leipzig. Sie wollten bei der Durchsuchung einen katholisch-monarchistisch und einen kommunistischen Verschwörerkreis aufgedeckt haben. Der Archivangestellte Leo Hausleiter und Paul Edmund von Hahn übernahmen im Auftrag der NSDAP die Verlagsleitung. Als eine Art politischer Kommissar fungierte Herr Wendler, ein Schwager Himmlers. Leo Hausleiter kündigte etwa 50 „politisch unzuverlässigen“ Mitarbeitern, darunter auch dem Dichter Eugen Roth und konnte Giselher Wirsing auf den Posten des Ressortleiter für Innenpolitik hieven. Im Oktober 1935 wurde der Knorr & Hirth-Verlag vom Franz-Eher-Verlag erworben.

## Nach dem Zweiten Weltkrieg
Der Franz-Eher-Verlag wurde durch Kontrollratsgesetz Nr. 2 vom 10. Oktober 1945 als eine Organisation der NSDAP verboten. Nach 1945 trat der Freistaat Bayern die Rechtsnachfolge des Eher-Verlages an, wodurch auch der Knorr & Hirth-Verlag an den Bayerischen Staat fiel.
1951 erwarb die Süddeutsche Zeitung das Verlagshaus an der Sendlinger Straße und die Verlagsrechte für fünf Millionen DM. Der Buchverlag war ausgenommen. Er wurde 1952 in München neu gegründet und brachte Kunstbücher heraus. Inhaber des später nach Hannover übergesiedelten Verlags war 1955 Berthold Fricke.